# Krzysztof Ćwikliński
Krzysztof Ćwikliński (ur. 6 października 1960 w Ciechocinku) – polski poeta, historyk literatury i krytyk literacki.

## Życiorys
Ukończył polonistykę na Uniwersytecie Mikołaja Kopernika w Toruniu w 1985. W 1986 podjął pracę asystenta w Instytucie Filologii Polskiej UMK. W latach 80. pracował też jako nauczyciel. W 1987 został członkiem Towarzystwa Literackiego im. Adama Mickiewicza, w 1988 Towarzystwa Naukowego w Toruniu, zaś w 1989 Stowarzyszenia Pisarzy Polskich. W 1989 otrzymał Nagrodę Młodych im. Włodzimierza Pietrzaka. W 1992 był współzałożycielem „Przeglądu Artystyczno-Literackiego”, w którym do 1997 wchodził w skład redakcji, zaś publikował do 2002. W 1996 doktoryzował się na Wydziale Humanistycznym UMK rozprawą o Andrzeju Bobkowskim. W  2000 otrzymał Nagrodę Literacką im. T. Sułkowskiego. Zainicjował wydawanie kwartalników „Teka” (2004) oraz „Toruń. Literatura i Sztuka” (2009). W 2010 nawiązał współpracę z Teatrem Polskiego Radia jako autor słuchowisk. W tym samym roku został członkiem Polskiego Towarzystwa Kulturoznawczego oraz polskiego PEN Clubu.
Debiutował w 1979 jako poeta w tygodniku „Czas”, zaś jako krytyk literacki w „Za i przeciw”. Wiersze, artykuły i recenzje literackie oraz przekłady publikował w licznych czasopismach, takich jak „Integracje”, „Tu i Teraz”, „Fakty”, „Słowo Powszechne”, „Nurt”, „Kierunki”, „Tygodnik Powszechny”, „Morze i Ziemia”, „Twórczość”, „Odra”, „Akcent”, „Kwartalnik Artystyczny”, „Borussia”, „Nowe Książki” oraz pomorskiej prasie regionalnej i czasopismach polonijnych.

## Twórczość

### Tomy poetyckie
- Miejsce po odejściu (1983)
- Listopad biskupa Jansena (1986)
- Sztuka ucieczki (1987)
- Teka miedziorytów (1987)
- Królewiec i inne wiersze (1992)
- Morze Śródziemne (1992)
- Kropelka krwi i siedemnaście innych wierszy dla Anny (1999)
- Na tapczanie. Wiersze dla dzieci (i zdziecinniałych dorosłych) (2005)
- Książę poetów żegna ukochane miasto (2009)
- Profesor Filutek w Toruniu (2010)

Ponadto publikował szkice i rozprawy, zwłaszcza w książkach zbiorowych i czasopismach, a także wykonywał prace redakcyjne i przekłady.